# Isbåd
 For alternative betydninger, se Isbåd (flertydig). (Se også artikler, som begynder med Isbåd)
Isbåd er betegnelse for en solid åben båd, der er konstrueret til at skubbes og trækkes over is, men også kan sættes i vandet og sejle som båd, hvis man kommer til en åben rende.
Isbåden har en høj køl på midten, og under kølen er der en stålskinne, der fungerer som mede. For at båden ikke skal vælte, går nogen ved siden af den og støtter den samtidig med at de skubber, mens andre går foran og trækker båden i et tov. Turen med isbåd var farlig, og som regel tog flere både afsted på række, så man kunne hjælpe hinanden, hvis en båd forliste.

## Isbådetrafikken på Storebælt
I Danmark har isbåde i århundreder været et transportmiddel over Storebælt, når der var isvinter. Efter at en privat båd med 3 personer og 25.000 rigsdaler var forlist, blev isbådetrafikken i 1794 overtaget af Postvæsenet. Turen over Bæltet kunne tage fra 6 timer til flere døgn, men der var mulighed for at overnatte og få forplejning på Sprogø. En prominent rejsende var Kong Frederik 6., som på vej hjem efter Kielerfreden i januar 1814 måtte tage turen over Storebælt i isbåd.
I forbindelse med indsættelsen af jernbanefærger mellem Korsør og Nyborg i 1883 anlagde man Halsskovbanen fra Korsør Station til isbådestationen ved Halsskov Odde og Knudshovedbanen fra Nyborg Station til isbådestationen ved Knudshoved. Så hvis færgelejerne frøs til, kunne man flytte overfarten til Halsskov-Knudshoved. Her kunne den nyanskaffede isbryder måske gå ind til kysten for at afsætte og opsamle passagerer, eller man kunne i værste fald stadig benytte isbådene.
I isvinteren 1887-88 kom kulden sent, men sidst i februar blev der meldt om isdannelser i Storebælt. Fra 14. marts til 1. april var der isbådstransport over Bæltet. 21. marts var der fast is fra Knudshoved til øst for Sprogø. I den meget strenge vinter 1892-93 kom isbådene også flittigt i brug. Der var stationeret 36 både i Halsskov, 25 i Knudshoved og 1 på Sprogø. Hjuldampfærgerne måtte indstille sejladsen 12. januar, og deres besætninger var med til at bemande de mange isbåde. Mandlige passagerer måtte gå ved siden af båden og kunne holde varmen ved at hjælpe med at skubbe og trække båden, mens kvinder og børn kunne få lov til at sidde i bådene.
I de næste 30 år kom der mere moderate isvintre, men 1922-23 blev igen en streng isvinter på Storebælt. I mellemtiden havde Statsbanerne fået to mere moderne isbrydere og en isbryderfærge, og der var ved Knudshoved anlagt en mole med et molehoved, hvor isbryderne kunne lægge til og udveksle passagerer med togene. Isbryderne klarede opgaven næsten alene, så isbådene kun var i brug en enkelt dag, hvor isbryderne ikke kunne gå ind til molen. Behovet for isbådene svandt ind fordi isbryderne blev stærkere og det også blev muligt at flyve over Bæltet. I 1930'erne blev isbådestationerne mest opretholdt af hensyn til proviantering af skibe, der sad fast i isen, og i 1937 blev isbådeoverfarten officielt nedlagt.
På Halsskov Odde er isbådestationen indrettet som museum for isbådetrafikken.